# Homeobox
De homeobox is een DNA-sequentie die in bepaalde genen wordt gevonden en dan ook homeoboxgenen worden genoemd. Een homeoboxgen codeert voor een homeodomein-eiwit en de homeobox codeert voor het zogenaamde homeodomein dat aan een eiwit het vermogen verleent om specifiek aan DNA te binden. Deze eiwitten zijn doorgaans transcriptiefactoren, dat wil zeggen dat ze specifiek in de nabijheid van andere genen aan DNA binden en daardoor de activiteit (expressie) van dat gen beïnvloeden. Op deze manier kan een homeodomein-eiwit (evenals andere transcriptiefactoren) andere genen reguleren (de doeleiwitgenen). Omdat een homeodomeineiwit waarschijnlijk vele doeleiwitgenen kan hebben, is het voorstelbaar dat activering van een enkel homeodomein-eiwit mogelijk de expressie van een hele verzameling andere genen moduleert. Op deze manier zou een volledig genetisch programma kunnen worden geactiveerd.
In de embryologische ontwikkeling van alle onderzochte diersoorten spelen de diverse families van homeoboxgenen een belangrijke rol. De bekendste familie van homeoboxgenen zijn de hoxgenen. Hoewel hox oorspronkelijk een afkorting was van homeobox, is het (een veelgemaakte) fout om homeoboxgenen gelijk te stellen aan hoxgenen. Hoxgenen zijn een groep van enkele tientallen genen (mens en muis hebben er bijvoorbeeld 39) die als functie hebben om binnen een vroeg embryo aan cellen een code mee te geven die aangeeft waar de cellen zich langs de kop-staart as bevinden. Op deze manier krijgen bijvoorbeeld de wervels alle hun juiste morfologie. Foute hoxexpressie in een muizenembryo kan er dan toe leiden dat de atlas er als een gewone wervel uit gaat zien (of omgekeerd). Bij fruitvliegen, waar de hoxgenen zijn ontdekt, kan verkeerde hoxexpressie leiden tot bijvoorbeeld poten die zich op de kop ontwikkelen in plaats van antennes.